# Muurame
Muurame est une municipalité du centre-sud de la Finlande, dans la région de Finlande-Centrale.

## Géographie
La municipalité, petite et vallonnée, se situe en banlieue sud de Jyväskylä. Le centre administratif se situe à 15 km du centre de la capitale régionale, traversé par la nationale 9.
L'isthme séparant le lac Muuratjärvi du grand Päijänne est la partie la plus densément urbanisée.
Les lacs sont omniprésents, occupant 24 % de la superficie totale et comptant de nombreuses îles dont celles de l'archipel du lac Päijänne.
Outre Jyväskylä au nord (et l'enclave de Säynätsalo à l'est), les municipalités voisines sont Jyväskylän maalaiskunta au nord-ouest, Korpilahti à l'ouest et au sud, et au-delà du Päijänne Toivakka au sud-est.

## Histoire
Devant l'industrialisation de la banlieue sud de Jyväskylä, la commune fut fondée en 1921 avec des terres prises à Korpilahti. En 1924 la principale zone industrielle, l'île de Säynätsalo, devient à son tour une municipalité autonome. En 1929, la nouvelle paroisse est dotée d'une église conçue par Alvar Aalto.
Aujourd'hui, Muurame bénéficie de sa situation à proximité de Jyväskylä. Elle accueille des habitants aisés lassés de vivre en ville ainsi que de nombreuses entreprises, notamment Harvia, un des principaux fabricants de saunas. Elle connaît actuellement une croissance de sa population supérieure à 2 % annuels, un des plus hauts taux de la région, et devrait franchir le seuil des 9 000 habitants dans le courant de l'année 2007.

## Démographie
Depuis 1980, la démographie de Muurame a évolué comme suit,, :
| Année      | 1980  | 1985  | 1990  | 1995  | 2000  | 2005  |
| ---------- | ----- | ----- | ----- | ----- | ----- | ----- |
| population | 4 799 | 5 715 | 6 580 | 7 254 | 8 101 | 8 672 |

| Année      | 2010  | 2015  | 2020   |
| ---------- | ----- | ----- | ------ |
| population | 9 256 | 9 791 | 10 129 |

## Économie

### Principales sociétés
En 2020, les principales entreprises de Muurame par chiffre d'affaires sont :
| Société                    | C.A.  |
| -------------------------- | ----- |
| Harvia Finland Oy          | 46 M€ |
| John Crane Safematic Oy    | 16 M€ |
| Keski-Suomen Kuljetus Oy   | 11 M€ |
| Kytola Instruments Oy      | 8 M€  |
| KSK Logistiikka & Infra Oy | 7 M€  |
| HK Instruments Oy          | 7 M€  |
| M-Levy Oy                  | 6 M€  |
| Finn-Jiit Oy               | 6 M€  |
| Pematic Oy                 | 6 M€  |
| K-Supermarket Muurame      | 6 M€  |

### Principaux employeurs
En 2020, les principaux employeurs sont :
| Employeur               | Emplois |
| ----------------------- | ------- |
| Harvia Finland Oy       | 142     |
| Kytola Instruments Oy   | 70      |
| Pematic Oy              | 56      |
| John Crane Safematic Oy | 47      |
| LA Kattohuolto Oy       | 43      |
| Harvia sauna            | 32      |
| M-Levy Oy               | 28      |
| VitaDays Oy             | 23      |
| Siivousliike Nyberg Oy  | 21      |
| Muuratpuu Pohjonen Oy   | 20      |

## Jumelages
| Ville | Ville     | Pays | Pays    |
| ----- | --------- | ---- | ------- |
|       | Alatskivi |      | Estonie |
|       | Vinje     |      | Norvège |

## Personnalités
- Mikko Ronkainen, skieur acrobatique.

## Musées
Muurame possède un musée en plein air du sauna, appelé saunakylä (le village du sauna). Il présente une trentaine de saunas rustiques, pratiquement tous du type «sauna à fumée», provenant de toutes les régions de Finlande.

## Galerie

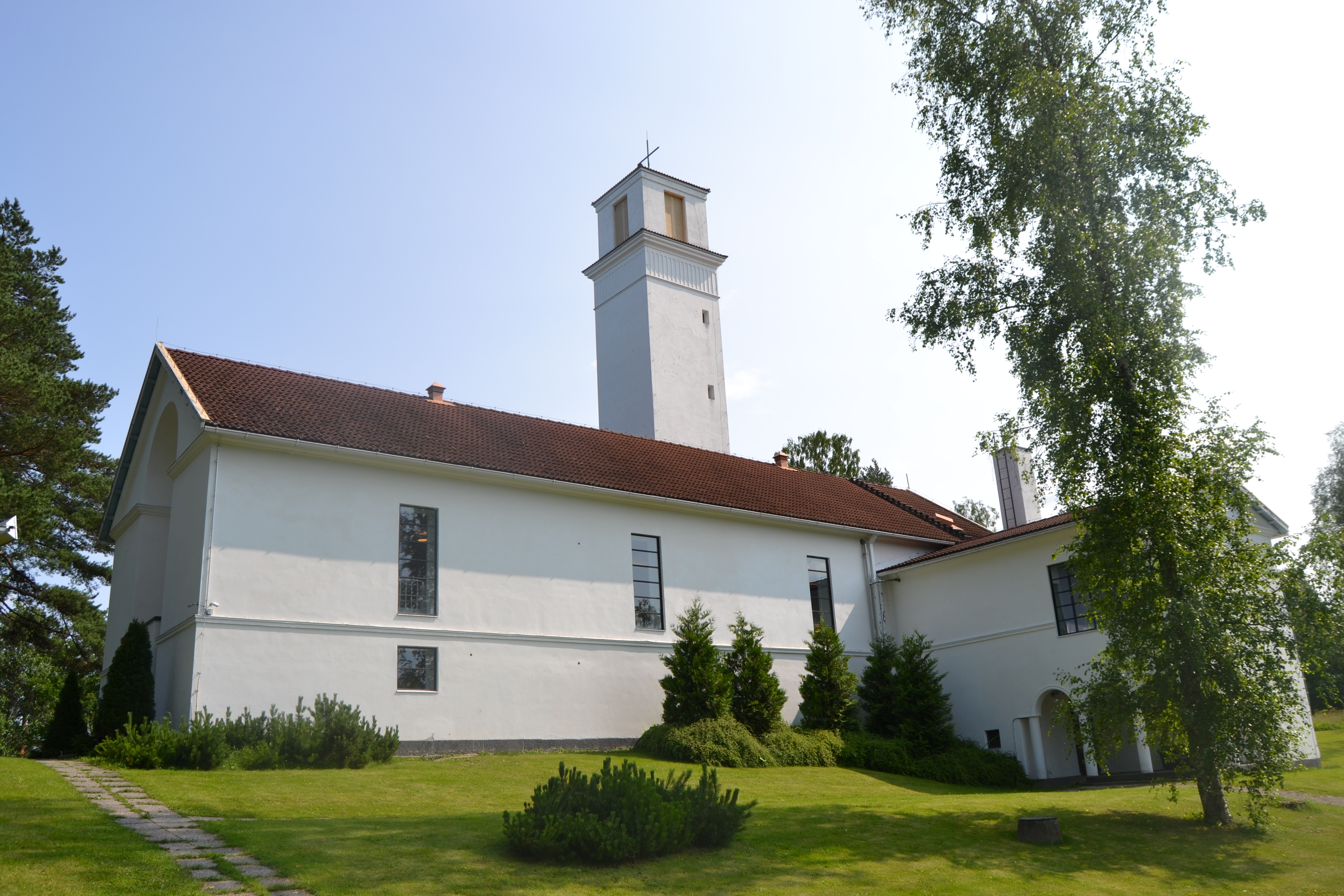
Église de Muurame
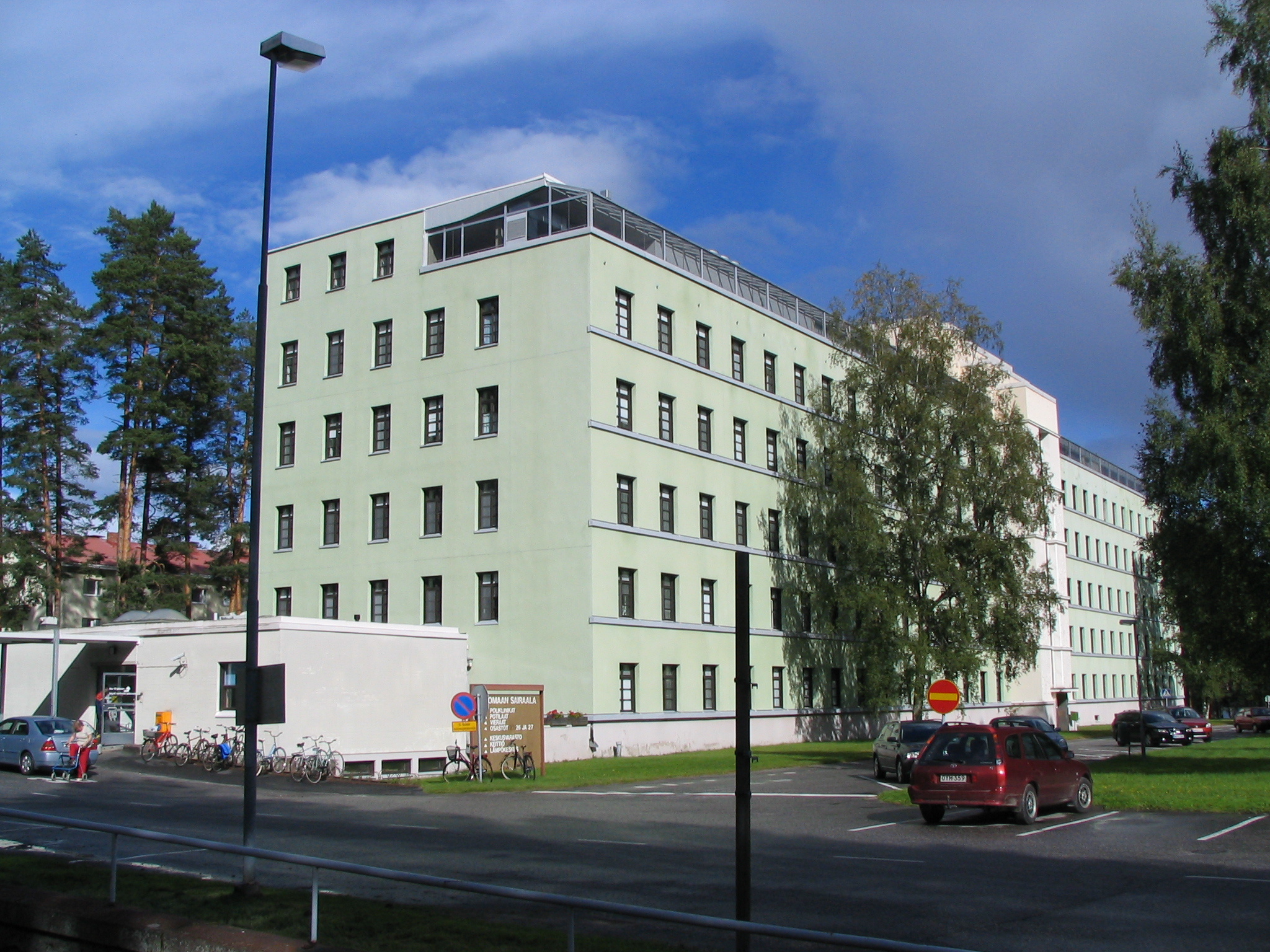
L'hôpital de Kinkomaa.
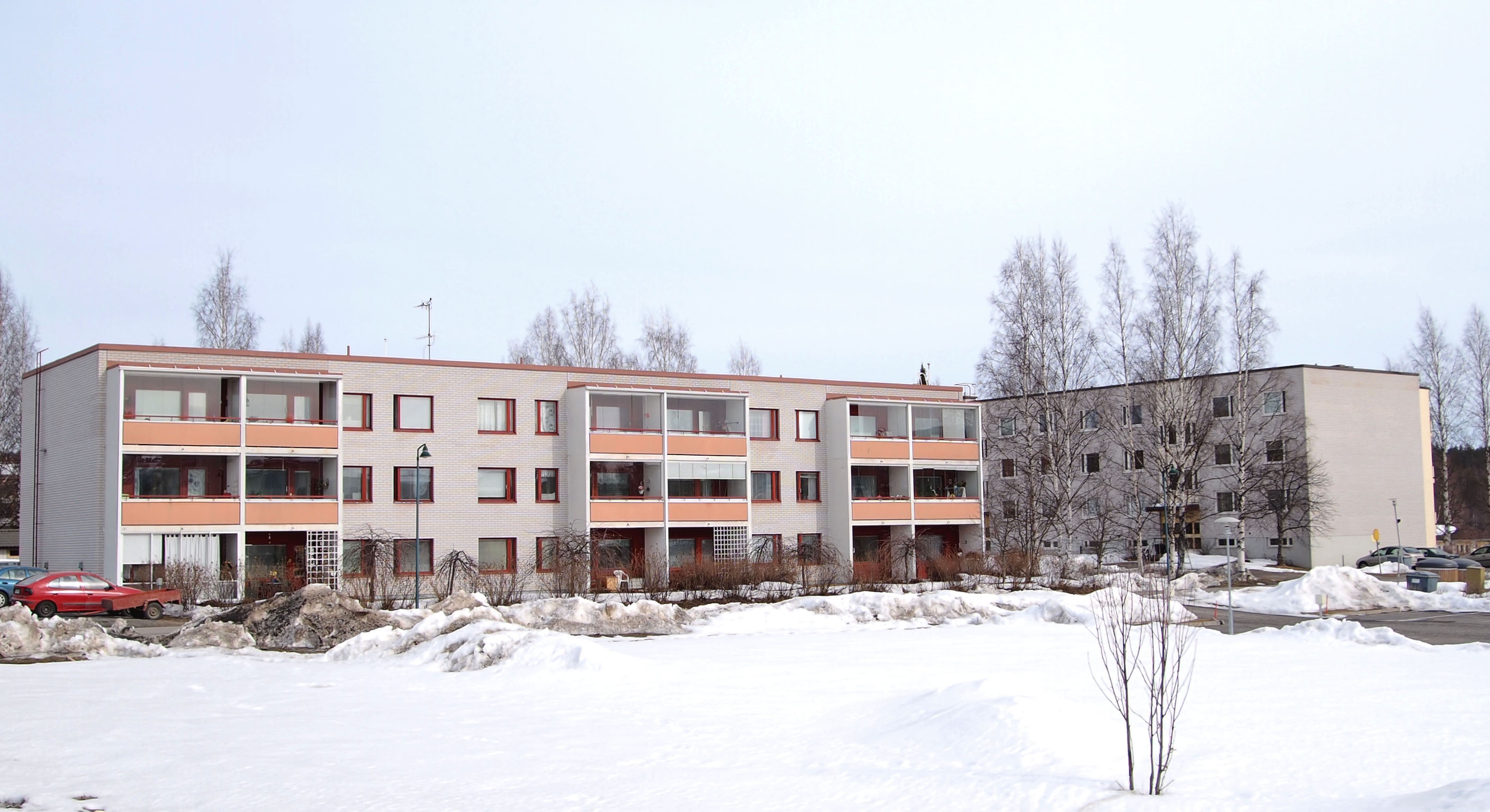
Habitations.
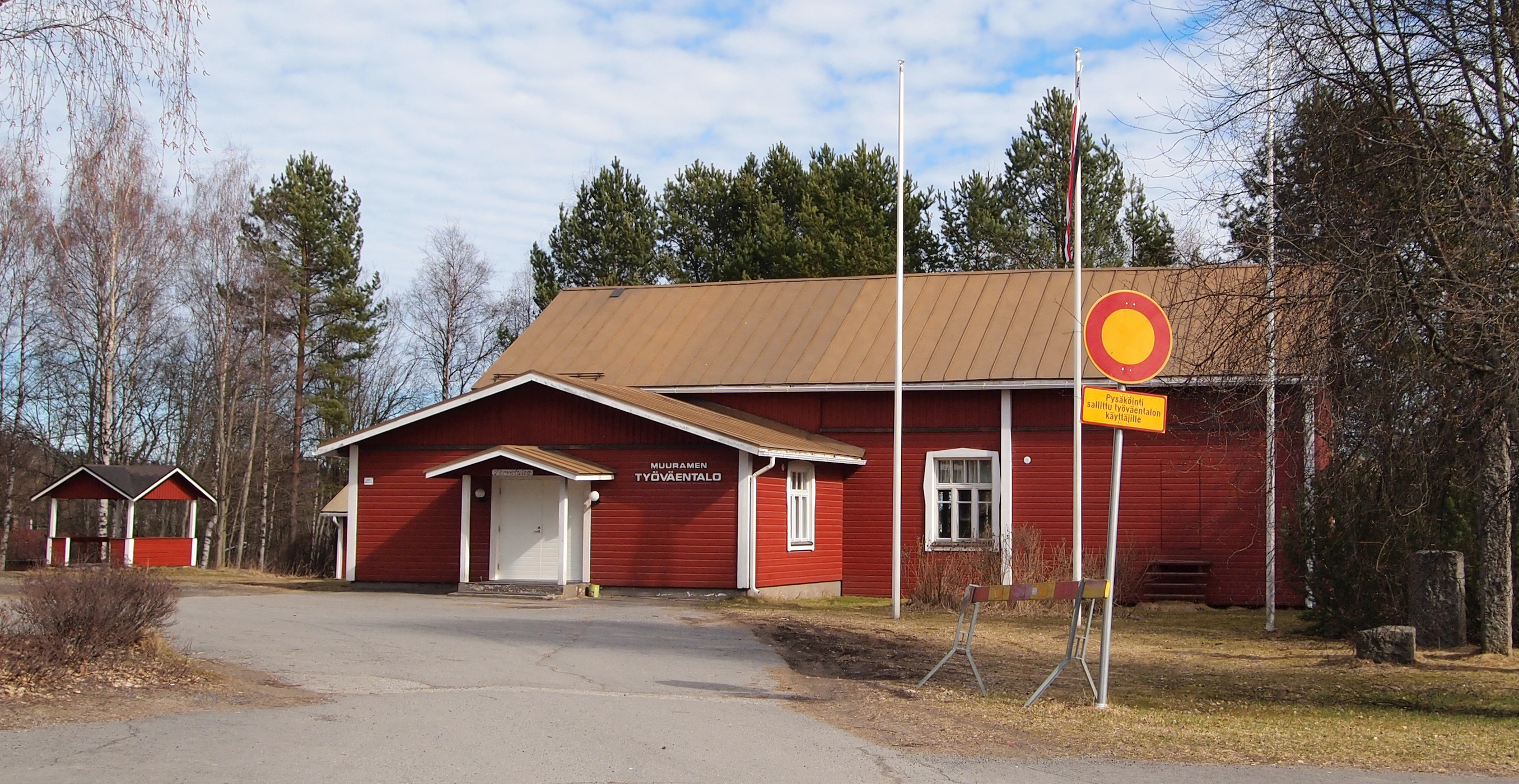
La maison des travailleurs.
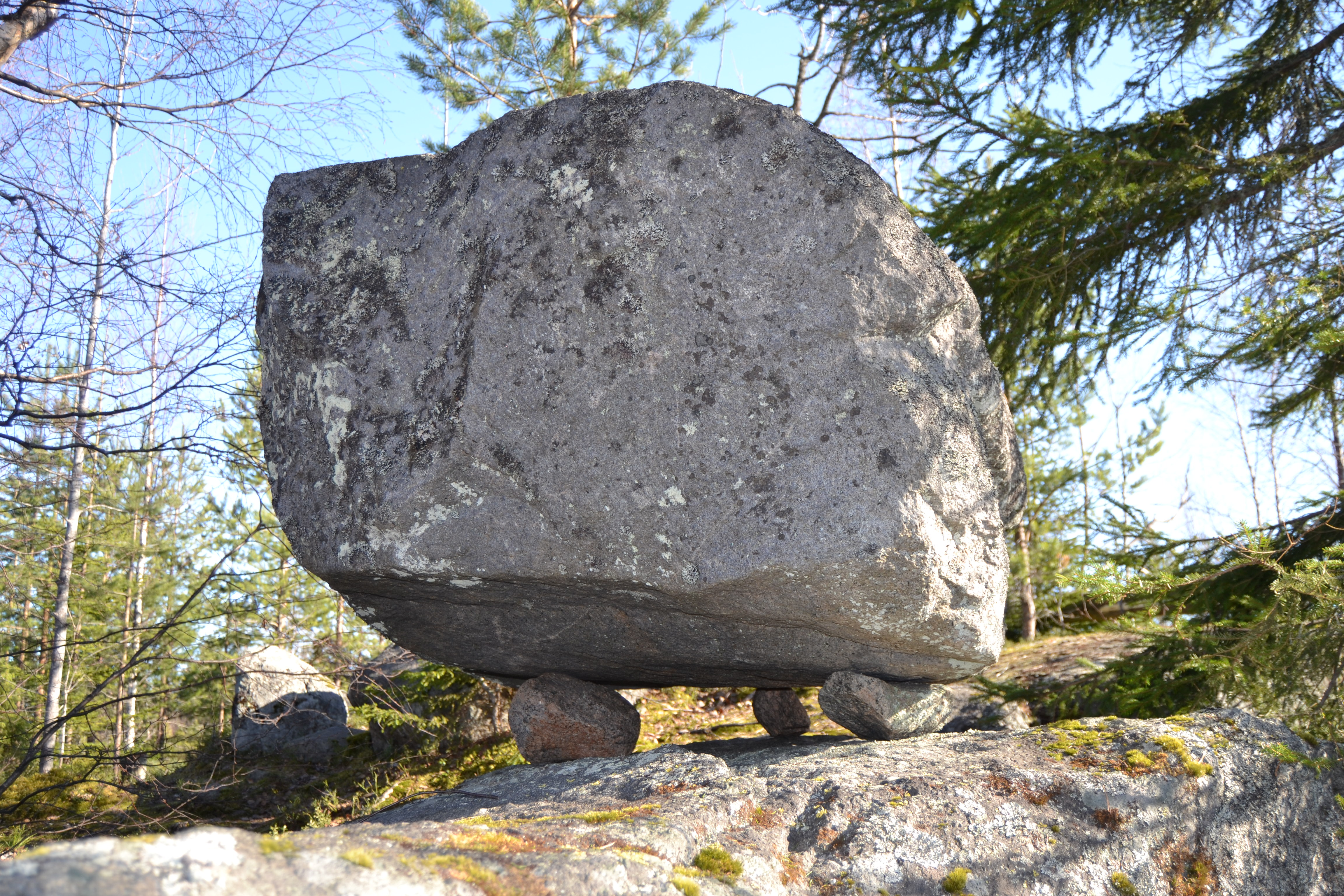
L’autel de Tapio .
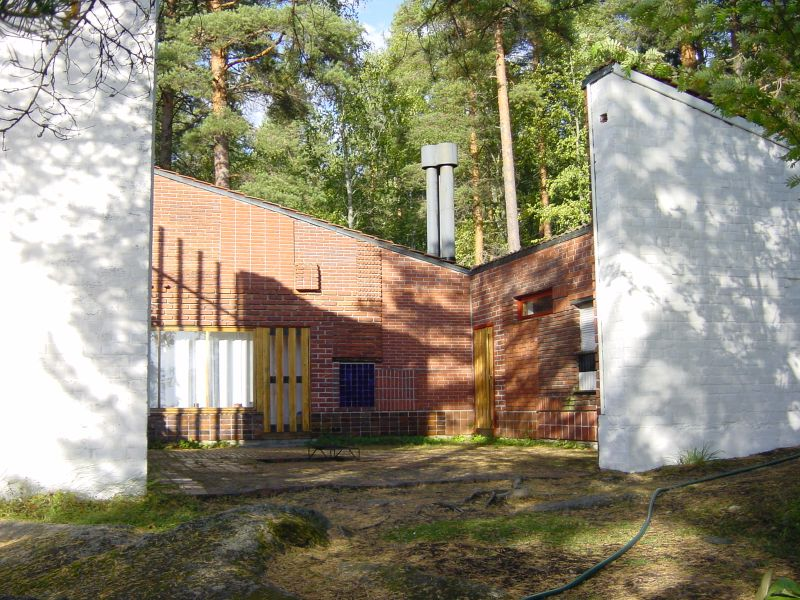
Maison expérimentale de Muuratsalo